# سینی تئوری

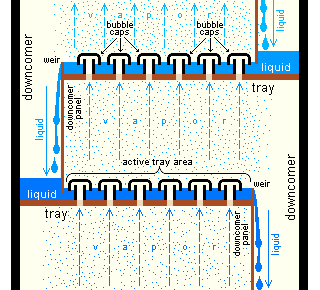
نمونه‌ای از دو سینی مربوط به برج تقطیر صنعتی

سینی تئوری (به انگلیسی: Theoretical plate) بخشی فرضی از یک سامانه جداسازی است که دو فاز تبادل‌کننده در آن با یکدیگر در حال تعادل هستند. مانند سینی‌های تئوری برج تقطیر که در آن بخار و مایع در حال تعادل ترمودینامیکی هستند.